# Бритт (Айова)
Бритт (англ. Britt) — місто (англ. city) в США, в окрузі Генкок штату Айова. Населення — 2044 особи (2020).

## Географія
Бритт розташований за координатами 43°5′51″ пн. ш. 93°48′11″ зх. д. / 43.09750° пн. ш. 93.80306° зх. д. (43.097498, -93.803159).  За даними Бюро перепису населення США в 2010 році місто мало площу 3,27 км², уся площа — суходіл.

## Демографія
Згідно з переписом 2010 року, у місті мешкало 2069 осіб у 886 домогосподарствах у складі 547 родин. Густота населення становила 632 особи/км².  Було 979 помешкань (299/км²).
Расовий склад населення:
| - 93,1 % — білих - 0,6 % — азіатів - 0,3 % — чорних або афроамериканців - 0,1 % — корінних американців - 4,5 % — осіб інших рас |

До двох чи більше рас належало 1,3 %. Частка іспаномовних становила 7,7 % від усіх жителів.
За віковим діапазоном населення розподілялося таким чином: 24,6 % — особи молодші 18 років, 51,4 % — особи у віці 18—64 років, 24,0 % — особи у віці 65 років та старші. Медіана віку мешканця становила 43,7 року. На 100 осіб жіночої статі у місті припадало 86,9 чоловіків;  на 100 жінок у віці від 18 років та старших — 82,6 чоловіків також старших 18 років.
Середній дохід на одне домашнє господарство  становив 55 957 доларів США (медіана — 44 432), а середній дохід на одну сім'ю — 72 195 доларів (медіана — 65 350). Медіана доходів становила 41 542 долари для чоловіків та 34 808 доларів для жінок. За межею бідності перебувало 6,5 % осіб, у тому числі 4,4 % дітей у віці до 18 років та 12,2 % осіб у віці 65 років та старших.
Цивільне працевлаштоване населення становило 820 осіб. Основні галузі зайнятості: освіта, охорона здоров'я та соціальна допомога — 24,5 %, виробництво — 20,7 %, роздрібна торгівля — 16,5 %.